# Мухомор щетинистый
Мухомо́р щети́нистый (лат. Amanita echinocephala) — гриб рода Мухомор. Несъедобен.
Синонимы:
- Мухомор колючеголо́вый
- Толстя́к щети́нистый

## Таксономия
Виды Amanita echinocephala (Vittad.) Quél. и Amanita solitaria (Bull.) Fr. в литературе трактуются неоднозначно. Монограф секции Lepidella К. Бас (1969) принял A. echinocephala как синоним A. solitaria, такую трактовку повторяют С. П. Вассер (1992) и Р. Таллосс (1999—2009). Однако, согласно Species Fungorum A. echinocephala следует считать отдельным видом, употреблять вместо него A. solitaria неправильно.

## Описание
Шляпка диаметром 6—14 см, почти округлая, позже раскрывается до распростёртой, толстомясистая. Край гладкий или зубчатый, с хлопьевидными остатками покрывала. Кожица чисто белая или сероватая, затем становится светло-охряная, иногда со слабым зеленоватым оттенком, покрыта толстыми щетинистыми бородавками пирамидальной формы.
Мякоть белая, плотная, в основании ножки и под кожицей шляпки желтоватая, с неприятными запахом и вкусом.
Пластинки свободные, широкие, очень частые, сначала беловатые, затем становятся бледно-бирюзовые, зрелые — с зеленовато-жёлтым оттенком.
Ножка 10—15 (20)×1—4 см, в середине утолщённая, верх цилиндрический, основание, погружённое в почву заострённое. Поверхность белая или желтоватая, с оливковым оттенком, покрыта беловатыми чешуйками, образующимися при растрескивании кутикулы.
Остатки покрывал: вольва приросшая, сероватая, рыхлая; кольцо под самой шляпкой, белое, тонкое, рубчатое, свисающее, быстро исчезает.
Споровый порошок белый с кремовым или зеленоватым оттенком.
Микроскопические признаки
Споры 9—11×7—8 мкм, широкоовальные, гладкие, амилоидные.
Базидии четырёхспоровые, булавовидные, 40—60×10—14 мкм.
Трама пластинок билатеральная, гифы диаметром 2—10 мкм.
Хейлоцистиды бесцветные, грушевидные или широкобулавовидные, размерами 20—60×15—25 мкм.

## Экология и распространение
Растёт в лиственных и хвойных лесах с примесью дуба, встречается редко. Предпочитает тёплые места по берегам рек, озёр, известковую почву.
Наиболее распространён в южных регионах Европы, но известен и на Британских островах, в Германии, Скандинавии, на Украине. Также встречается в Закавказье (Азербайджан). В Азии известен в Израиле, Западной Сибири.
Сезон июнь — октябрь.

## Сходные виды
- Мухомор шишковидный (Amanita strobiliformis) отличается белыми пластинками и приятным запахом, некоторые считают его малоизвестным съедобным грибом.
- Мухомор одинокий (Amanita solitaria)